# Sternberger Land
Das Sternberger Land ist eine  Landschaft im  westlichen Polen. 

## Geschichte
Im späteren Sternberger Land finden sich zahlreiche Funde der Lausitzer Kultur aus der Bronzezeit. Aus der Eisenzeit bestanden einige wenige örtliche Siedlungen, die den Germanen zugeordnet werden. Um 250 v. Chr. hielten sich hier die Bastarnen auf, um die Zeitenwende folgten andere Germanenstämme, u. a. waren hier 100 Jahre die Lugier, eine Teilgruppe der Wandalen, ansässig.
Nach Abzug der Germanen kamen Slawen in das Land. An der mittleren Oder bildete sich der Kleine Wendengau, jedoch ist unklar, wie weit dieser das Sternberger Land umfasste. In der Mitte des 10. Jahrhunderts hatte sich die Ostgrenze des Ostfränkischen Reiches an die Oder vorgeschoben. Nach Gründung des polnischen Staates annektierte Mieszko I. den kleinen Wendengau, wobei alle Burgen zerstört wurden. Im Jahr 963 war Mieszko I. jedenfalls für das Lebuser und Sternberger Land, aber dem Kaiser tributpflichtig. Nach dem Wendenaufstand im mitteldeutschen Raum zwischen Elbe und Oder konnte das deutsche Königreich nur die Lausitz und Meißen behaupten und die Verbindung des deutschen Reiches zum Lebuser und Sternberger Land war für die nächsten 200 Jahre verloren. 
Die Gründung des Erzbistums Gnesen hatte die Folge, dass das Land sich enger an Polen band. Beim Feldzug Heinrichs V. wurde 1108/09 die Burg Lebus eingenommen und das Bistum Magdeburg erwarb Ansprüche. Jedoch war kurze Zeit später der Herzog von Großpolen Herr über das Lebuser Land. Gegen Ende der Salierzeit war die Stellung des deutschen Reiches gegenüber Polen geschwächt, auch wenn der Anspruch auf Oberhoheit formal bestehen blieb. Erst Kaiser Lothar III. konnte später den Einfluss des Reiches wieder vergrößern. 
In den Jahren 1234–1237 gründete der polnische Graf Bronisius das Kloster Paradies, das zum Zentrum deutscher Kultur wurde. Das polnisch-schlesische Sternberger Land galt als christianisiert. Bis 1250 ging die Initiative der deutschen Siedlung von polnischen bzw. schlesischen Landesherren aus. Im Jahr 1241 erlaubt eine bischöfliche Urkunde es einem Grafen, deutsche Siedler im Umkreis von Zielenzig anzusiedeln, Siedler nach deutschem Recht siedelten weitgehend getrennt von der slawischen Bevölkerung. Aus dem 12. Jahrhundert ist der Aufruf eines niederdeutschen Predigers erhalten, der zum Kampf gegen die slawischen Heiden aufrief. Auch in den Orten der Zisterzienser um Rampitz siedelten sich Deutsche an.
Infolge von Auseinandersetzungen zwischen Boleslaw dem Kahlen und Heinrich III. von Breslau wurde 1252 das Lebuser und Sternberger Land von Niederschlesien getrennt. Schließlich gelangten sie unter Doppelherrschaft des Bistums Magdeburg und der Markgrafschaft Brandenburg unter den Askaniern. 
Zu den Adelsfamilien, die von den Markgrafen mit Grundbesitz bedacht wurden, gehörten die von Sunnenburchs, von Uchtenhagen, von Vocenrode, von Oinitz, von Lossow. Der Erzbischof belehnte u. a. die von Strehle, von Barby und von Klepzig. Laut Überlieferung ritt der Magdeburger Erzbischof Konrad, ein geborener Graf von Sternberg aus Westfalen, im Jahr 1270 durch das Sternberger Land und ließ auf einem Hügel, auf dem sich eine zerstörte slawische Burg befand, eine neue Burg errichten. Diese Burg Sternberg wurde ein Burgmannenschloss mit sechs Rittern des Erzbischofs und gab dem ganzen Land seinen Namen. 
Im Zuge der deutschen Besiedlung entstanden die deutsch-rechtlichen Städte Osna (Drossen), Reppen und Zielezig. Mit Beginn des 14. Jahrhunderts war die Besiedlung abgeschlossen. Siedler aus allen Teilen des deutschen Reiches, aber auch Slawen, wurden nach deutschem Recht angesiedelt. Fast rein slawisch blieben die Fischerdörfer an den Stromrändern, wie z. B. Aurith, und kleine Weiler in den Wäldern. Die Askanier verhinderten Aggressionen gegen die slawischen Einwohner. Viele Ortsnamen weisen auf Magdeburger Gründungen hin, so z. B. kommt der Name Koritten auch bei Magdeburg auf, ebenso Wallwitz, Garbow und Tornow. Beelitz verweist auf einen Hofmann des Erzbischofs von Magdeburg. Die Güter des 1307 aufgelösten Templerordens gingen an den Johanniterorden, der das Land u. a. von der Johanniterburg Lagow regierte. 
Karl IV. dehnte seine Gebiete auch auf die Mark aus. Im Landbuch von 1376 werden Sternburg, Drossen und Reppen als markgräflicher Besitz aufgeführt, Lagow, Zielelzig, Sandow und Rampitz als Besitz des Johanniterordens, Göritz als Besitz des Bischofs von Lebus, Königswalde, Drenzig und Bottschow, Költschen und Radach als Lehenssitze aufgeführt. Mit dem Tod von Jobst von Mähren fiel das Land an König Sigismund, der die Burggrafen von Nürnberg, die Hohenzollern zum Verweser bestimmte. Während der Hussitenkriege wurde Drossen 1430 belagert. 
Von 1250 bis 1535 war das Sternberger Land ein fester Bestandteil der Kurmark Brandenburg. 1535 wurde das Land Sternberg dem selbstständigen Fürstentum Neumark zugeordnet. Das Land Sternberg wurde von einem markgräflichen bzw. kurfürstlichen Landeshauptmann repräsentiert. Unter Kurfürst Johann Georg wurden die Kurmark und die Neumark jedoch 1571 wieder zusammengelegt. Das Sternberger Land war eine wichtige Etappe von Handelsrouten nach Polen, deren genauer Verlauf leicht abwich, aber meist von Frankfurt nach Meseritz führte.
Während des Dreißigjährigen Kriegs sicherten die schwedischen Truppen unter Gustav Adolf zunächst Positionen in Mecklenburg und Pommern und rückten 1631 auf beiden Seiten der Oder vor. Nach Besetzung von Frankfurt, Crossen und Landsberg beherrschten die Schweden die Oderlinie bis nach Schlesien hinein. Im Sternberger Land hielten sie alle wichtigen Straßen besetzt. Nach der Schlacht bei Nördlingen zogen sich die Schweden nach Mecklenburg und Pommern zurück. Das Sternberger Land wurde vom kaiserlichen Graf Hans von Gözen besetzt.  
Während des Siebenjährigen Kriegs mussten die Preußen 1759 das Sternberger Land den Russen überlassen. Bis 1762 blieb das Land russisch besetzt. Seit 1818 gab es im neuen Regierungsbezirk Frankfurt westlich der Oder den Kreis Lebus und östlich der Oder den Kreis Sternberg, der ab 1873 in die Kreise Oststernberg und Weststernberg geteilt war.
Im Juni 1945 wurde die Bevölkerung des Landes zum großen Teil als unerwünschte Deutsche ausgewiesen und das Land wurde Heimat zugewanderter Polen.